# Erythronychia grisea
Erythronychia grisea là một loài ruồi trong họ Tachinidae.